# Mi problema
Mi problema es una canción escrita por Aníbal Pastor y producida por Enrique Elizondo e interpretada por la cantante mexicana-estadounidense Marisela, que esta incluida en su segundo álbum  de estudio titulado Completamente tuya (1985).

## Antecedentes
La canción, fue lanzada en 1984, es un clásico de la música latina y se centra en la dificultad de superar una relación amorosa además de otros exitos del album como "Enamorada y Herida" y "Tu Cárcel".
. La canción trata sobre el dolor de una ruptura amorosa y la dificultad de aceptar el fin de una relación. Además expresa la lucha interna por olvidar a alguien que fue importante y la dificultad de superar la pérdida.

## Lista de canciones

### CD - Single[5]
| Mi problema — Single |                         |          |  |
| N.º                  | Título                  | Duración |  |
| 1.                   | «Mi problema»           | 3:05     |  |
| 2.                   | «Amigo mío, cariño mío» | 3:42     |  |

## Posicionamiento en listas
| Listas (1986)              | Posición |
| -------------------------- | -------- |
| México (Notitas Musicales) | 12       |